# Populus irtyschensis
Populus irtyschensis är en videväxtart som beskrevs av C.-y. Yang. Populus irtyschensis ingår i släktet popplar, och familjen videväxter. Inga underarter finns listade i Catalogue of Life.